# Interruptor de pera

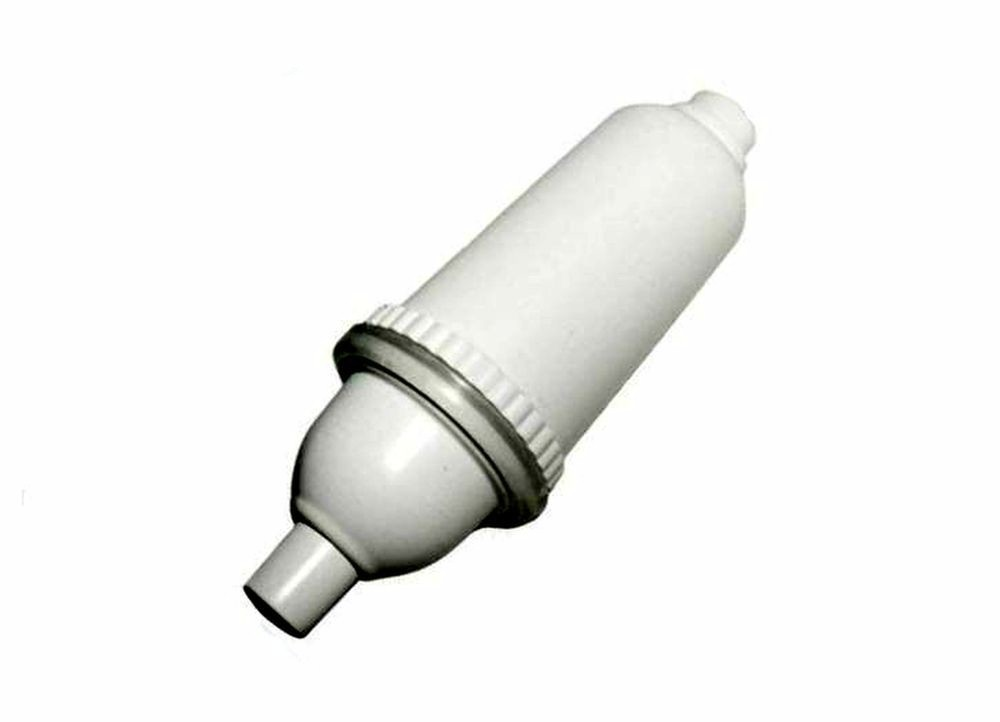
Interruptor de pera

Un interruptor de pera es un tipo particular de interruptor eléctrico que suele tener la apariencia de una pequeña pera. Su funcionamiento es muy sencillo, con un botón que según el tipo se aprieta para activarlo o desactivarlo o simplemente como un pulsador para que, por ejemplo, suene un timbre.
Se caracteriza por su forma y función. A diferencia de los interruptores convencionales que se fijan en la pared, el interruptor de pera queda suspendido del cable. Al presionar la pera, se unen los contactos eléctricos cerrando el circuito. Su uso más corriente es para lámparas colgantes, cabeceras de cama, mesitas de noche o por lo general, en situaciones donde no se quiere montar el interruptor en la pared.

## Descripción

Pulsador de pera

Tiene una forma de pera, ovalada o esférica, de madera o de plástico, que está conectada a un mecanismo que tiene un resorte con un contacto eléctrico. Es un mecanismo automático con un resorte, parecido a un pulsador pero teniendo en cuenta que hay un modelo que es biestable y devuelve el interruptor a su posición por defecto después de pulsar dos veces, cambiando la condición inicial del circuito eléctrico o restaurante, conectando o bloqueando la circulación de corriente en dicho circuito eléctrico.

## Tipos
Hay dos tipos:

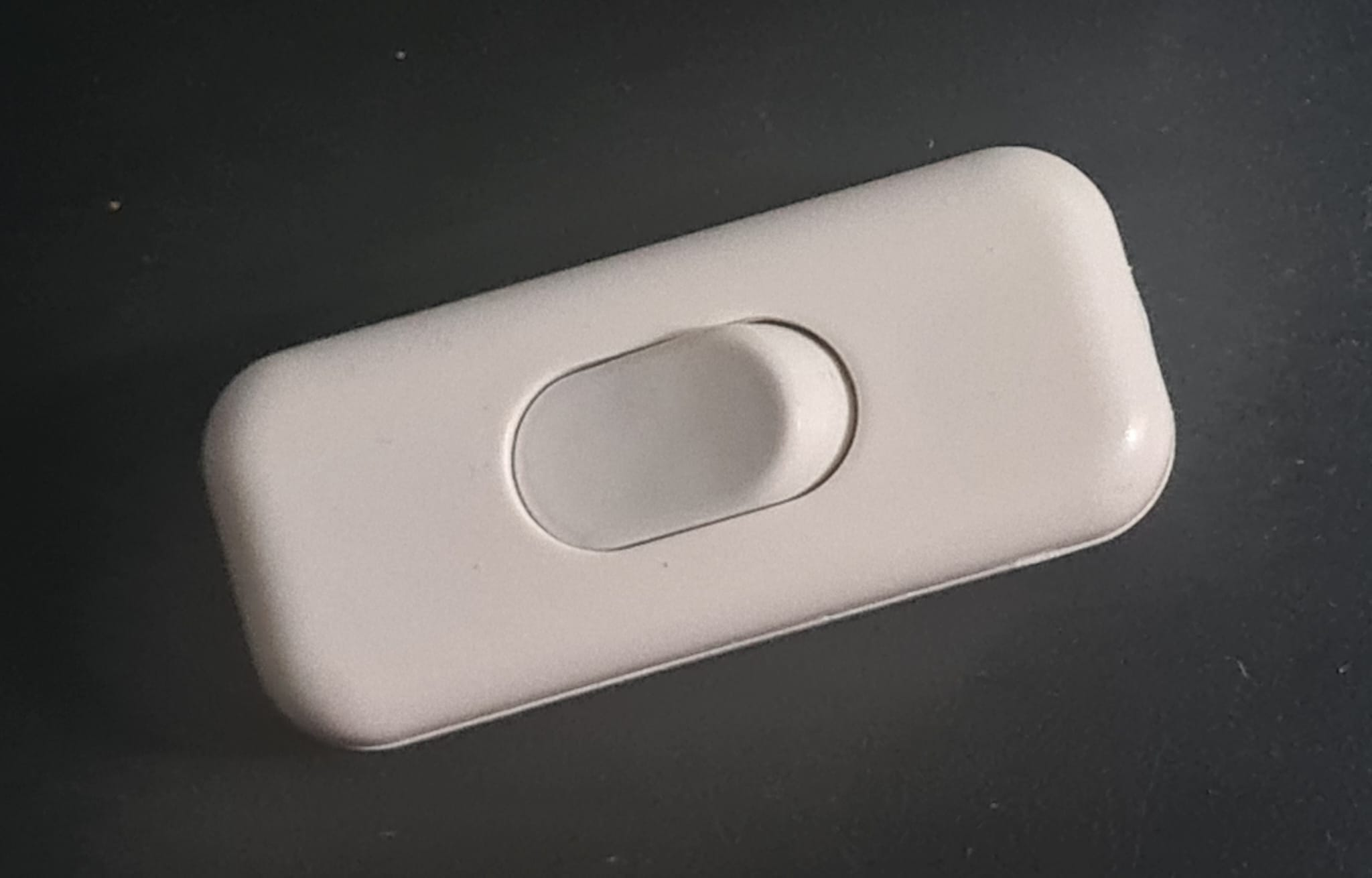
Pulsador de pera plano

- Interruptor/conmutador: parecido a un pulsador pero es un modelo que es biestable y devuelve el interruptor a su posición por defecto después de pulsar dos veces, cambia la condición inicial del circuito o la restaura y mantiene el circuito conectado eléctricamente para mantener el estado eléctrico actual. En todos los casos, pulsando el botón de nuevo vuelve a su posición inicial. (Ejemplos: interruptores de cabecera de cama, {re de lámpara de mesilla de noche,[7] interruptores de ampliadoras fotográficas[8])
- Pulsador: es un interruptor momentáneo o sin enganche que provoca un cambio temporal en el estado de un circuito eléctrico sólo mientras el interruptor está accionado físicamente. Permite que la electricidad fluya entre sus dos contactos cuando se mantiene. Cuando se suelta el botón, el circuito se abre. Este tipo de interruptor también se conoce como interruptor normalmente abierto (NO). Ejemplos: timbre en la cabecera de la cama en las casas antiguas.[9]